# Limerzel
Limerzel település Franciaországban, Morbihan megyében. Lakosainak száma 1306 fő (2022. január 1.). Limerzel Malansac, Caden, Péaule, Le Guerno, Noyal-Muzillac és Questembert községekkel határos.

## Népesség
A település népességének változása:
| Lakosok száma | 1339 | 1229 | 1178 | 1208 | 1335 | 1343 | 1336 | 1312 | 1311 | 1306 |
|               | 1968 | 1982 | 1990 | 2006 | 2013 | 2015 | 2017 | 2019 | 2020 | 2022 |